# Karen Zakharov
Karen Vazgenovich Zakharov, né le 21 juin 1976 à Tachkent (Ouzbékistan, URSS), est un scénariste et réalisateur arménien.

## Biographie
Karen Zakharov a travaillé à la société de télévision et de radio d'État Orenbourg en tant que directeur de programmes (1996-1998). Depuis 2000, il est directeur des programmes documentaires Humori Khatintir de la TNT. Parallèlement, depuis 2002, il travaille à la télévision NTV en tant que directeur du montage du programme musical international « Pepsi Chart ». Ensuite, il a travaillé à la chaîne de télévision Ostankino (ru), comme directeur-réalisateur de divers programmes. 
Il s'est aussi lancé dans la réalisation au cinéma dans les années 2020.

## Filmographie

### Comme réalisateur
- 2007 : Les Filles de papa (Папины дочки), série télévisée
- 2010 : Béria. Perdant (Берия. Проигрыш), série télévisée
- 2021 : Artek. La Grande Aventure (Артек. Большое путешествие) co-réalisé avec Armen Ananikian (ru)
- 2023 : Baba Yaga sauve le monde (Баба Яга спасает мир)
- 2024 : Baba Yaga sauve le nouvel an (Баба Яга спасает Новый год)

### Comme scénariste
- 2021 : Artek. La Grande Aventure (Артек. Большое путешествие) d'Armen Ananikian et  lui-même